# Линдман, Свен
Свен Хенрик Линдман (швед. Sven Henrik Lindman; род. 19 апреля 1942, Доротеа, Вестерботтен) — шведский футболист, полузащитник.

## Карьера

### Клубная карьера
Линдман дебютировал в футболе в молодёжных командах в своём родном городе. В 1961 году он присоединился к клубу «Ликселе», где показал неплохие результаты, став одним из самых успешных бомбардиров в истории клуба.
В 1965 году был приглашен в «Юргоден». В 1966 Линдман забил победный гол в финальном матче против «Норрчёпинга», принеся своей команде титул чемпиона Швеции.
В 1968 году перешёл в австрийский клуб «Рапид» (Вена), где играл на протяжении одного сезона. Вместе с клубом в сезоне 1968/69 завоевал Кубок Австрии.
В 1969 году вернулся в «Юргоден», где играл на протяжении одиннадцати сезонов. Всего в составе клуба принял участие в 255 матчах, забив 24 гола. Завершил карьеру футболиста в 1980 году.

### Карьера в сборной
В 1967 году дебютировал в официальных матчах в составе национальной сборной Швеции. В составе сборной был участником чемпионата мира 1974 в ФРГ, но на поле ни разу не выходил.
Всего в составе сборной принял участие в 21 матче, забив один гол.

## Достижения
«Юргоден»
- Чемпион Швеции: 1966

«Рапид» (Вена)
- Обладатель Кубка Австрии: 1968/69